# Sukajaya (Bayung Lencir)
Sukajaya is een bestuurslaag in het regentschap Musi Banyuasin van de provincie Zuid-Sumatra, Indonesië. Sukajaya telt 5808 inwoners (volkstelling 2010).